# Municipio de Ann Lake
El municipio de Ann Lake (en inglés: Ann Lake Township) es un municipio ubicado en el condado de Kanabec en el estado estadounidense de Minnesota. En el año 2010 tenía una población de 447 habitantes y una densidad poblacional de 5,33 personas por km².

## Geografía
El municipio de Ann Lake se encuentra ubicado en las coordenadas 45°57′19″N 93°27′13″O / 45.95528, -93.45361. Según la Oficina del Censo de los Estados Unidos, el municipio tiene una superficie total de 83.94 km², de la cual 81,52 km² corresponden a tierra firme y (2,87 %) 2,41 km² es agua.

## Demografía
Según el censo de 2010, había 447 personas residiendo en el municipio de Ann Lake. La densidad de población era de 5,33 hab./km². De los 447 habitantes, el municipio de Ann Lake estaba compuesto por el 96,2 % blancos, el 0,22 % eran afroamericanos, el 0,89 % eran amerindios, el 0,45 % eran asiáticos y el 2,24 % eran de una mezcla de razas. Del total de la población el 0,89 % eran hispanos o latinos de cualquier raza.